# Phare de Reykjavík Ingólfsgarði
Le phare de Reykjavík Ingólfsgarði  est un phare d'Islande. Il est situé à l'entrée du port de Reykjavik, sur la digue sud.